# The Flame in the Flood
The Flame in the Flood est un jeu vidéo de type aventure, rogue-like et survie développé par The Molasses Flood et édité par Curve Digital, sorti en 2016 sur Windows, Mac, Nintendo Switch, PlayStation 4 et Xbox One.

## Trame
On incarne une jeune femme du nom de Scout qui doit traverser une version postapocalyptique des États-Unis en compagnie, au choix, d'un chien nommé Ésope ou d'une chienne nommée Daisy. Scout utilise un radeau pour naviguer sur un fleuve qui a transformé le pays en un archipel d'îles à la suite d'une inondation.
Au début de l'histoire, Ésope, ou Daisy, trouve un sac à dos et le rapporte à Scout. L'héroïne trouve un radio dans le sac qui indique qu'il faut rejoindre un certain lieu pour évacuation.

## Système de jeu
Le jeu est divisé en deux phases : une phase de navigation sur le fleuve et une phase d'exploration des différentes îles.
Le joueur doit faire attention à la survie du personnage en trouvant de la nourriture, de l'eau potable, en soignant ses blessures et en se protégeant du froid.
Pour avancer dans son voyage, on peut créer des objets plus sophistiqués à partir de matières premières, par exemple des outils, des pièges ou des armes.

## Conception
C'est le musicien américain Chuck Ragan qui a composé la bande originale du jeu.

## Accueil

### Critique
- GameSpot : 8/10[1]
- IGN : 7,3/10[2]

### Récompenses
The Flame in the Flood a été nommé deux fois lors de l'Independent Games Festival 2017 dans les catégories Excellence en Arts visuels et Excellence en Son